# Raffaele Viviani
Pour les articles homonymes, voir Viviani.
Œuvres principales
Via Toledo di notte (1918)
L'ultimo scugnizzo (1931)
Raffaele Viviani, né le 10 janvier 1888 à Castellammare di Stabia dans la province de Naples et mort le 22 mars 1950 à Naples, est un écrivain italien, dramaturge, acteur et musicien. Il appartient à l'école du réalisme de la littérature italienne ; ses œuvres évoquent la vie des pauvres de son époque à Naples ainsi que la petite délinquance et la prostitution.

## Biographie
Raffaele Viviani est apparu sur la scène à l'âge de 4 ans. Déjà à l'âge de 20 ans il a acquis une solide réputation à l'échelle nationale comme acteur et dramaturge.
Au cours de sa carrière, il a aussi joué à l'étranger : Budapest, Paris, Tripoli  et dans toute l'Amérique du Sud.
Ses pièces sont dans le style « anti-Pirandello », moins soucieuses de la psychologie des gens que la vie qu'ils mènent.
L’une des œuvres de Viviani est L'ultimo scugnizzo (1931). Le « scugnizzo » est l'enfant de la rue napolitaine.
Viviani a aussi composé des chansons et la musique de scène pour un grand nombre de ses œuvres antérieures. Un de ses mélodrames  connu est via Toledo di notte (Via Toledo la nuit), une œuvre de 1918 qui raconte l'histoire des « gens de la rue »  de la via Toledo à Naples.
Les critiques ont défini Viviani « réaliste autodidacte », ce qui signifie qu'il a acquis ses compétences à travers l'expérience personnelle et non académique.